# サヤン
サヤン村(Desa Sayan)は、インドネシア共和国バリ州ギャニャール県ウブド郡の村。ウブド郡の中心であるウブド村の西に、ウォス川を挟んで位置する。また、村の西は、アユン川が渓谷を刻んでいる。アユン川の対岸はバドゥン県である。このように、村は、東西にそれぞれ深い谷を持った、南北に長い舌状台地の一部に位置する。北隣のクデワタン村とは、クデワタン通りが南北に通じ、市街が切れ目なく続いている。
ウブド中心部から西にラヤウブド通りを通ってウォス川を渡ると、サヤン村の東部にはいるが、この付近をチャンプアンといい、西洋人の画家が多く集まるところとして知られている。
クデワタン通り沿いにはホテルが建てられ、ウブド観光の一翼を担っている。